# Josie Talbot
Josie Talbot (Sydney, 9 augustus 1996) is een Australisch wielrenster die sinds 2025 voor de wielerploeg Liv AlUla Jayco rijdt.

## Carrière
In haar jeugd deed Talbot aan triatlon, maar stopte hier rond 2011 mee en stapte over naar de wielersport. Ze nam in 2012 voor het eerst deel aan de Oceanische kampioenschappen baanwielrennen, ze reed hier met Lauren Perry, Kelsey Robson en Elissa Wundersitz naar een bronzen medaille bij de ploegenachtervolging. Later won ze op zowel de ploegenachtervolging, als de scratch en koppelkoers nog zilveren en bronzen medailles op deze continentale kampioenschappen. Een gouden medaille bleef echter uit, hetzelfde geldt voor haar deelnames aan de Australische kampioenschappen. Ze verscheen hier vijf opeenvolgende jaren maar moest het doen met maximaal zilveren medailles.
In 2013 reed Talbot voor het eerst de wegwedstrijd op het Oceanisch kampioenschap bij de junioren. In een sprint om de zege versloeg ze Alexandra Manly en Madeline Marshall. Via enkele andere ploegen startte Talbot in 2023 bij de Franse ploeg Cofidis waar ze twee jaren voor zou rijden. Ze reed onder andere de Ronde van Frankrijk in 2023 en 2024. Ze verscheen ook aan de start in eendaagse wedstrijden als Gent-Wevelgem en Le Samyn. Haar eerste profzege behaalde Talbot in 2024. Ze won de derde etappe in de Ronde van de Pyreneeën. Deze heuvelachtige etappe startte in Nay en finishte in Bosdarros. Ze had bij de finish een ruime voorsprong ten opzichte van de nummer twee, Lotte Claes. Direct bij haar volgende wedstrijddag, vier dagen later, won Talbot de zesde editie van La Périgord Ladies. Ze versloeg in de sprint om de zege vier andere overgebleven rensters, waaronder Margot Vanpachtenbeke en Nina Buijsman. Per 2025 maakte Talbot de overstap naar de ploeg uit haar thuisland, Liv AlUla Jayco.

## Palmares

### Baanwielrennen
| Jaar | AK                                                       | OK                                                                             |
| ---- | -------------------------------------------------------- | ------------------------------------------------------------------------------ |
| 2012 |                                                          | ploegenachtervolging                                                           |
| 2016 | koppelkoers                                              | koppelkoers · 6e scratch                                                       |
| 2017 | koppelkoers · omnium · 6e achtervolging · 7e puntenkoers | ploegenachtervolging · scratch · 6e achtervolging · 6e omnium · 6e puntenkoers |
| 2018 | koppelkoers · omnium · 8e scratch · 10e achtervolging    | ploegenachtervolging · 4e koppelkoers · 6e ploegenachtervolging · 7e scratch   |
| 2019 | 4e koppelkoers 5e achtervolging 10e puntenkoers          | ploegenachtervolging · 5e koppelkoers · 10e scratch                            |
| 2020 | puntenkoers                                              |                                                                                |
| 2022 |                                                          | 7e omnium                                                                      |

### Wegwielrennen
2013
 Oceanisch kampioene op de weg, junioren
2018
 Australisch kampioenschap op de weg, beloften
2022
 Oceanisch kampioene op de weg, elite
2024
3e etappe Ronde van de Pyreneeën
La Périgord Ladies

#### Resultaten in voornaamste wedstrijden
| Jaar | Ronde van Italië | Ronde van Frankrijk | Ronde van Spanje |
| ---- | ---------------- | ------------------- | ---------------- |
| 2022 |                  |                     |                  |
| 2023 |                  | 122e                |                  |
| 2024 |                  | opgave              |                  |
| 2025 | 79e              |                     | 57e              |

| Jaar | Gent-Wevelgem | Ronde van Vlaanderen | Parijs-Roubaix |  | WK op de weg |
| ---- | ------------- | -------------------- | -------------- |  | ------------ |
| 2022 |               |                      |                |  | opgave       |
| 2023 | opgave        | opgave               | 51e            |  |              |
| 2024 | opgave        | opgave               | 59e            |  |              |
| 2025 | 75e           |                      | buit.tijd      |  |              |

## Ploegen
- 2017 –  Team Illuminate
- 2020 –  Cronos Casa Dorada Women Cycling
- 2021 –  Women Cycling Team
- 2022 –  Isorex No-Aqua Ladies Cycling Team (tot en met 31 juli)
- 2022 –  Team Farto-BTC (vanaf 1 augustus)
- 2023 –  Cofidis
- 2024 –  Cofidis
- 2025 –  Liv AlUla Jayco

Andersson · Baker · García · van der Hulst · Korevaar · Pate · Paternoster · Roseman-Gannon · Smulders · Talbot · Ton · Trevisi · Trinca Colonel · Wyllie